# Rosa Sarkissjan

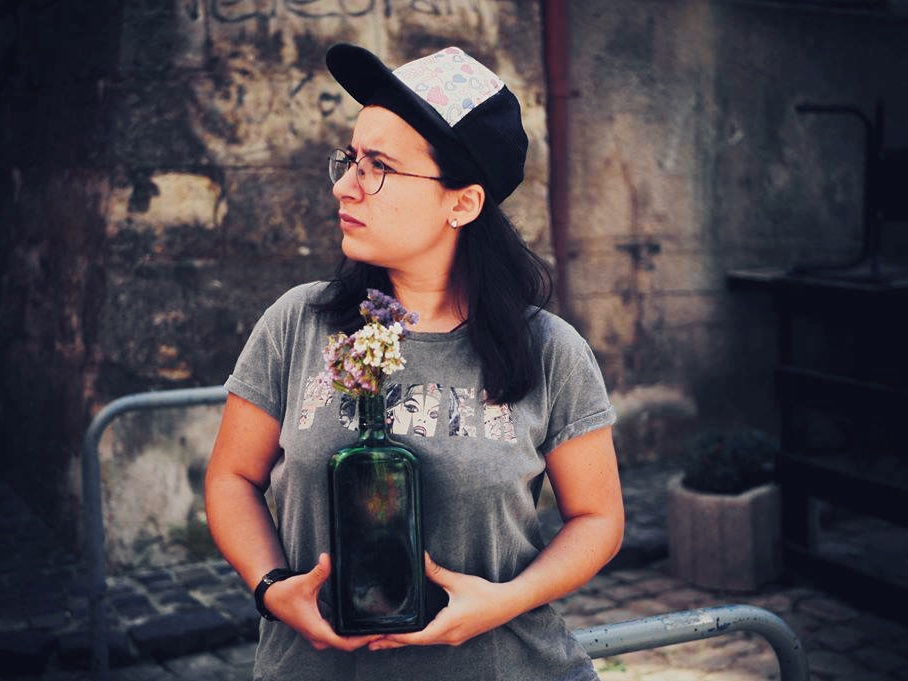
Rosa Sarkissjan, 2020

Rosa Wolodymyriwna Sarkissjan (ukrainisch Роза Володимирівна Саркісян, armenisch Ռոզա Սարգսյան, * 20. Januar 1987 in Stepanakert, Autonome Oblast Bergkarabach) ist eine ukrainische Theaterregisseurin und Kuratorin.

## Biografie
Sarkissjan studierte Politische Soziologie an der Nationalen W.-N.-Karasin-Universität Charkiw und Regie an der Nationalen Künstleruniversität Charkiw, wo sie 2012 ihren Abschluss erlangte.
In ihren Jahren in Charkiw gründete sie das unabhängige De Facto Theater (2012 bis 2017), wo sie auch als Regisseurin tätig wurde, u. a. führte sie die Stücke Yes my Führer von Brigitte Schwaiger, die Aufführung VO(Y)NA, die Post-Dokumentation Museum of Peace, Museum of War und To Kill Woman, auf. In den Jahren nach ihrem Studium war sie außerdem am Russischen Akademischen Jugendtheater in Moskau (2013), am Akademischen Theater für russisches Drama Udmurtien (2013) und am Charkiwer Theater für Kinder und Jugendliche, Stadttheater (2015), tätig.
Zwischen 2017 und 2019 arbeitete Sarkissjan dann als Leitende Regisseurin am Ersten Ukrainischen Akademietheater für Kinder und Jugendliche in Lwiw. In Lwiw kollaborierte sie auch mit der polnischen Dramaturgin Joanna Wichowska für die Produktion des Stückes Beautiful, Beautiful, Beautiful Times Times. Zeitgleich war sie Personalleiterin des Nationalen Akademischen Schauspiel- und Musiktheater Iwano-Frankiwsk.
Später war sie am Theater Powszechny in Warschau (2021), am Akademischen Theater Lesia Ukrainka in Lwiw (2020) und am Akademischen Theater Kiew für Schauspieler (2018).
2020 inszenierte sie eine post-dokumentarische Aufführung, die auf den Erfahrungen der Schauspieler und Schauspielerinnen beruhte und von Motiven aus Shakespeares Hamlet und Heiner Müllers Hamlet Machine H-effect inspiriert war. Während der COVID-19-Pandemie führte sie Stücke auf, die online Premiere feierten.
2021 führte sie die Regie der Produktion KOLO-BO-RACIO, die mit jungen Leuten und Schauspielern mit Behinderung arbeitete.

## Auszeichnungen
Sarkissjan gewann mehrere Preise und Auszeichnungen:
- Gewinnerin von „Taking the Stage 2017“, Wettbewerb des British Council Ukraine
- Gaude Polonia-Stipendium des Ministeriums für Kultur und Nationales Erbe der Republik Polen, 2017
- Internationales Mobilitätsstipendium „Kulturbrücken“[18]
- Kunststipendium des Präsidenten der Ukraine, 2019/2020[19].
- Preisträgerin der Auszeichnung „Stadt Lwiw Persönlichkeit des Jahres 2018“ in der Kategorie Theater.